# Diese Buxen Räuber
Diese Buxen Räuber ist eine kurze Kinderserie, die meist als Pausenfüller auf dem Kindersender Nick zu sehen ist. Die Serie wurde erstmals am 20. Mai 2005 auf Nickelodeon UK & Ireland gesendet. Am 1. August 2007 war die Serie in Deutschland das erste Mal zu sehen. Produziert wurde die Serie von Blue-Zoo Productions, die den Auftrag zur Produktion von Entara bekamen. Die Episoden 1-6 wurden im Jahr 2005 produziert, im darauf folgenden Jahr wurden die Episoden 7-26 produziert. Die Hauptcharaktere sind „Sharky Schelm“, „Muffi Peter“, „Sissy von Pups“ und „Polly der Papagei“.

## Handlung
Drei Piraten haben nur eines im Kopf: So viele Buxen (Unterhosen) zu bekommen wie möglich. Um an ihre Buxen zu kommen, geraten sie meistens in große Schwierigkeiten, wodurch am Ende öfters ihr Piratenschiff zerstört wurde.

## Episoden
| Nummer | Deutscher Titel           | Originaltitel                 |
| ------ | ------------------------- | ----------------------------- |
| 01     | Die Buxeninsel            | Pilot: Pant Island            |
| 02     | Buxen-Odyssee             | Pants Odyssey                 |
| 03     | Prähistorische Buxe       | Pet Pants                     |
| 04     | Am Eisbuxenpol            | Pantartica                    |
| 05     | Operation Buxe            | The Great Pantcreas Operation |
| 06     | Fluch der Buxen           | Scaredy Pants                 |
| 07     | Unterwasser Buxen         | Under Water Pants             |
| 08     | Jäger der verlorenen Buxe | Raiders of the Lost Pants     |
| 09     | Buxenversand              | Mail Pants                    |
| 10     | Super Buxe                | Super Pants                   |
| 11     | Dr. Muffi & Mr. Hydre     | Dr Pete & Mr Hyde             |
| 12     | Robobuxe                  | Robot Pants                   |
| 13     | Mama Schelm               | Mama Bait                     |
| 14     | Buxenfieber               | Fist Full of Pants            |
| 15     | In der Buxenmine          | Miner Pants                   |
| 16     | Die Buxenpastete          | Pirate Pant Pasty             |
| 17     | 1001 Arabische Buxe       | 1001 Arabian Pants            |
| 18     | Sumo Buxen                | Sumo Pants                    |
| 19     | Eine Hand voll Buxen      | Jurassic Pants                |
| 20     | Piratenfrühstück          | Panties Are Forever           |
| 21     | Prinzessin auf der Buxe   | Princess and the Pants        |
| 22     | Buxenaufstand             | Panties on Parade             |
| 23     | Affenzirkus               | Gorilla Circus                |
| 24     | Cyber-Buxe                | Pantium 3000                  |
| 25     | Lochness Buxe             | Lochness Pantster             |
| 26     | Buxenkuchen               | Pantcake Day’s                |

## Stab
- Executive Producer: Daniel Isman
- Produzent & Regisseur: Oli Hyatt, Adam Shaw
- Assistierender Produzent: Tom Box
- Stimmen (englisch): Nick Mercer
- Ton: Tamborine
- Character Design: Bill Ledger
- Musik: Ben Lee-Delisle
- Drehbuch: Simon A. Brown, Andrew Dawson, Steve Dawson, Peter Devonald, Tim Inman, Dan Wicksman

## Auszeichnungen
- BAFTA Nomination (2006) für Beste Animierte Kinderserie
- British Animation Award (2006) für Beste Kinderserie